# Armina californica
Espèce
Synonymes
- Armina columbiana O'Donoghue, 1924
- Armina digueti Pruvot-Fol, 1956
- Armina vancouverensis Bergh, 1876
- Pleurophyllidia californica Cooper, 1863 [2]

Armina californica est une espèce de nudibranches de la famille des Arminidés. Ce petit mollusque au corps brun ou rougeâtre et strié mesure jusqu'à 100 mm. Il se rencontre sur la côte ouest de l'Amérique du Nord, du golfe d'Alaska jusqu'au Panama. Hermaphodite comme tous les nudibranches, il dépose un cordon en spirale composé de milliers d’œufs pâles desquels éclosent des larves véligères.

## Distribution et habitat
La distribution de l'espèce est exclusive à l'océan Pacifique : elle s'étend du golfe d'Alaska au nord jusqu'aux côtes du Panama au sud ; un ou plusieurs spécimens ont été trouvés à proximité de l'île de Vancouver,. A. californica vit dans un habitat sableux ou vaseux à des profondeurs comprises entre la zone intertidale et environ 230 m, ; sa présence sur l'estran est cependant assez rare.

## Description

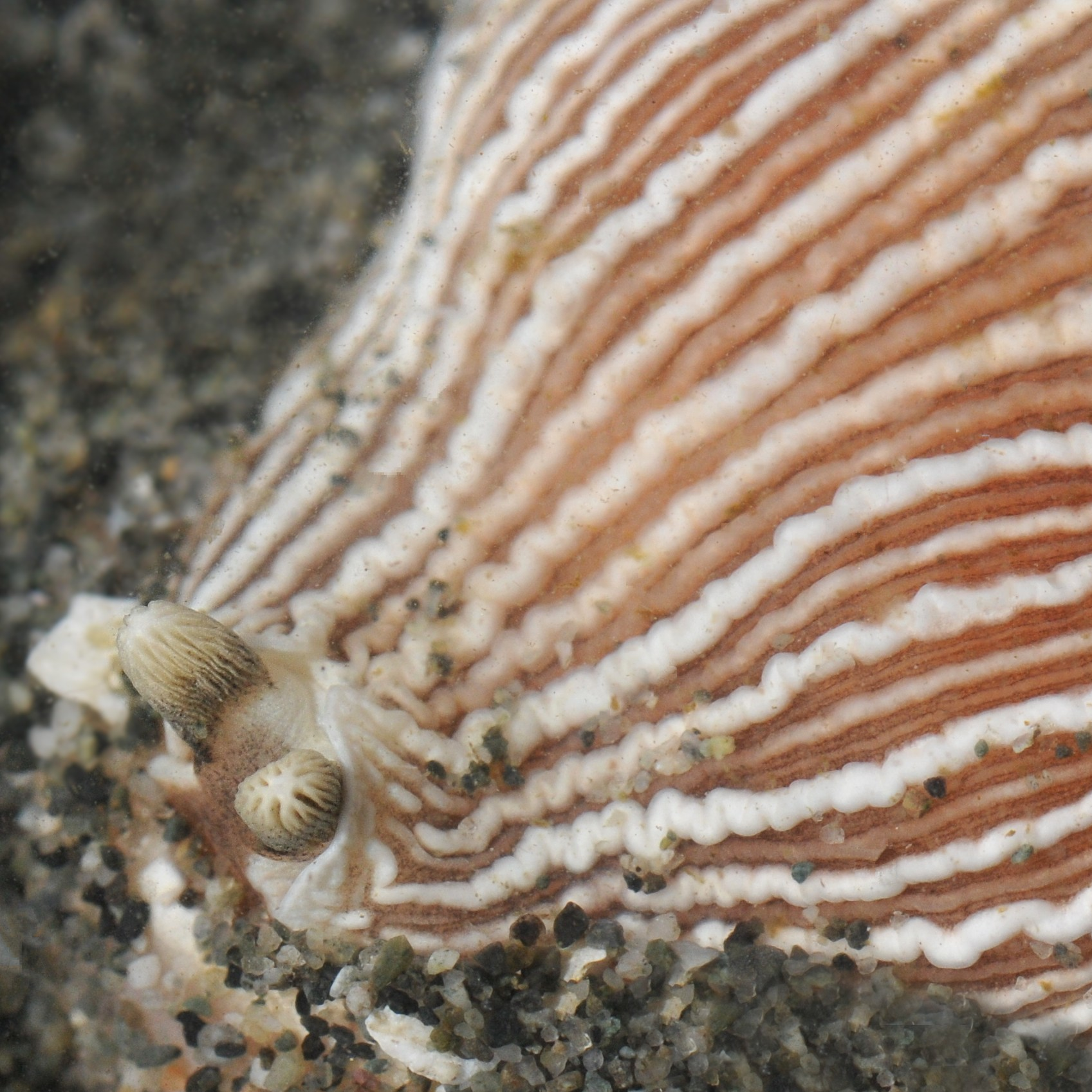
Gros plan sur les crêtes blanches et sur les rhinophores.

Le corps mesure entre 50 et 100 mm ; il adopte une forme ovale arrondie sur le devant et est strié d'une quinzaine de crêtes dorsales s'étendant parallèlement dans le sens de la longueur,. Le corps est plutôt sombre : gris clair, brun ou rougeâtre ; les crêtes qui le strient sont d'une couleur différente : souvent blanches, parfois grises, noires ou roses,. Une ligne de couleur claire dessine le contour de la surface dorsale. Le côté droit du corps comporte une rainure qui abrite l'anus et les branchies. La radula aux dents en forme de brosse ou de griffe est située sous le corps, elle compte plus d'une soixantaine de dents. 
Les deux rhinophores s'élancent vers l'avant de la tête depuis un socle commun. De petits yeux sont situés à la base des rhinophores. Cette espèce ne dispose pas de cérates sur la surface dorsale,.  

## Écologie

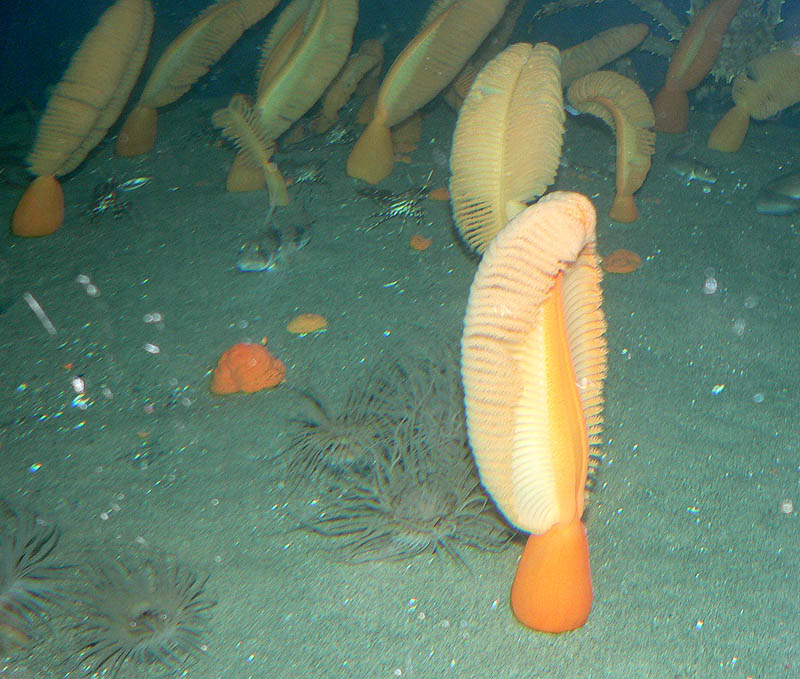
Ptilosarcus gurneyi est l'une des proies dArmina californica.

Au cours de la journée, seuls les rhinophores s'élèvent au-dessus du sable, le nudibranche préférant rester caché. A. californica sort la nuit pour se nourrir d'hydraires et de cnidaires, principalement de l'ordre des pennatules. Les espèces Renilla koellikeri, Ptilosarcus gurneyi et Stylatula elongata sont des proies communes. Ces proies ont la particularité d'être bioluminescentes mais ce mécanisme de défense est inapte face à A. californica. L'attaque du nudibranche est spectaculaire puisque la proie produit des éclats lumineux à chaque morsure qu'elle subit. Les substances chimiques ingérées sont conservées par le nudibranche qui les utilise pour sa propre défense ; cela fait de cette espèce une proie rare pour ses prédateurs, en majorité des poissons.
Comme les autres nudibranches, cette espèce est hermaphrodite : un même spécimen porte les sexes mâle et femelle. La reproduction nécessite cependant l'accouplement qui s'effectue tête-bêche, les flancs droits se touchant : la fécondation est réalisée mutuellement. Les pontes (ou « oothèques ») sont constituées d'un cordon en spirale composé de milliers d’œufs pâles ou roses. L'éclosion survient généralement avant 50 jours,.